# 1958 en littérature
| Années de la littérature : 1955 - 1956 - 1957 - 1958 - 1959 - 1960 - 1961    |
| Décennies de la littérature : 1920 - 1930 - 1940 - 1950 - 1960 - 1970 - 1980 |

Cet article présente les faits marquants de l'année 1958 en littérature.

## Événements
- Deuxième Congrès des Écrivains et Artistes noirs à Rome (SAC).
- L'écrivain russe Alexandre Soljenitsyne commence à écrire l'Archipel du Goulag qui sera publié en 1973
- Fondation le 1er avril du prix Médicis par Gala Barbisan et Jean-Pierre Giraudoux.

## Presse
- Juin : Premier numéro de l’Internationale situationniste.

## Parutions

### Essais
- Marcel Boll et Francis Baud, La Personnalité, éd. Masson et Cie.
- Jean Dutourd, Le Fond et la forme, éd. Gallimard.
- François Fejtő, La Tragédie hongroise.
- Jean Gimpel, Les Bâtisseurs de cathédrales, éd. Le Seuil.
- Claude Lévi-Strauss, Anthropologie structurale.
- Jean Daniélou, Théologie du Judéo-Christianisme.
- Louis Chevalier, Classes laborieuses et classes dangereuses à Paris pendant la première moitié du XIXe siècle.

### Livres d'Art
- « L'Univers de l'art », collection des éditions Thames & Hudson.

### Poésie
1. Leonard Nathan, Western Reaches (Talisman Press), son premier recueil de poésie.
2. Yves Bonnefoy, Hier régnant désert.

### Romans

#### Auteurs francophones
1. Louis Aragon, La Semaine sainte (novembre).
2. Simone de Beauvoir, Mémoires d'une jeune fille rangée (octobre).
3. Marguerite Duras, Moderato cantabile (février).
4. André Gillois, 125, rue Montmartre, prix du Quai des Orfèvres 1958.
5. Édouard Glissant, La Lézarde, prix Renaudot 1958.
6. Julien Gracq, Un balcon en forêt.
7. Joseph Kessel, Le Lion (18 mai).
8. Françoise Mallet-Joris, L'Empire céleste, prix Fémina 1958.
9. Claude Ollier, La Mise en scène, prix Médicis 1958.
10. Bertrand Poirot-Delpech, Le Grand Dadais, prix Interallié 1958.
11. Henri Queffélec, Un royaume sous la mer, Grand Prix du roman de l'Académie française 1958.
12. René Rembauville, La Boutique des regrets éternels, prix du roman populiste 1958.
13. Yves Régnier, Les Voyages.
14. Christiane Rochefort, Le Repos du guerrier (septembre).
15. Yves Thériault, Agaguk.
16. Alfred de Vigny (1797-1863), inédits des Mémoires (posthume).
17. Henri Vincenot, Les Chevaliers du Chaudron.
18. Francis Walder, Saint-Germain ou la Négociation, prix Goncourt 1958.

#### Auteurs traduits en français
- Chinua Achebe (nigérian) : Le monde s'effondre (publication en langue originale)
- Leïla Baalbaki (libanaise) : Je vis, paru en arabe en 1958, traduit en français en 1960
- Blai Bonet (espagnol) : La Mer, paru en catalan en 1958, prix Sant Jordi du roman, traduit en français par Mathilde Bensoussan
- Jorge Luis Borges (argentin) : Histoire de l’éternité (mars).
- Truman Capote (américain) : Petit Déjeuner chez Tiffany.
- Carlos Fuentes (mexicain) : La Plus Limpide Région.
- Tomasi di Lampedusa (italien, 1896-1957), Le Guépard (publication posthume). Chronique de la vie sicilienne à l’époque du Risorgimento.
- Boris Pasternak (russe) : Le Docteur Jivago (juillet), prix Nobel de littérature 1958.
- Cesare Pavese (italien) : Le Métier de vivre (février). Publication posthume en France.

### Théâtre
- Juin : Les Nègres, de Jean Genet.
- The Antiphon, de Djuna Barnes. Faber and Faber, Londres.

## Principales naissances
- Date inconnue :
  - Yves Nilly, écrivain, auteur et scénariste.
  - Sheldon Siegel, auteur américain de romans judiciaires.
- 5 février : Vincent Landel, écrivain et critique littéraire français.
- 21 avril : Hélène Dorion, écrivaine québécoise.
- 13 mai : Choi Suchol, écrivain sud-coréen.
- 4 juillet : Deon Meyer, scénariste, réalisateur et auteur de roman policier sud-africain.
- 5 septembre : Pierre Leroux, écrivain québécois.
- 18 octobre : Christian Astolfi, écrivain français.
- 21 décembre : Hwang In-suk, poète moderniste sud-coréenne.

## Principaux décès
- 4 février : Henry Kuttner, écrivain américain de science-fiction et de romans policiers, mort à 42 ans.
- 10 février : Nezihe Muhiddin, femme de lettres, militante politique, suffragette et féministe turque (° 1889).
- 21 mars : Cyril M. Kornbluth, écrivain américain de science-fiction, mort à 34 ans.
- 26 mai : Francis Carco, écrivain français.
- 29 mai : Juan Ramón Jiménez, poète espagnol (° 1881).
- 23 juin : France Pastorelli, femme de lettres française.